# Радваньи, Геза
Ге́за Ра́дваньи (венг. Radványi Géza, настоящая фамилия Геза Гросшмид венг. Grosschmid Géza; 26 сентября 1907, Кашау, Австро-Венгрия, ныне Кошице, Словакия — 27 ноября 1986, Будапешт, Венгрия) — венгерский кинорежиссёр, сценарист, продюсер и монтажёр. Брат писателя Шандора Мараи.

## Биография
Журналист по образованию. Начинал кинокарьеру в 1933—1939 годах как ассистент режиссёра на студиях Германии и Франции. Дебютировал в режиссуре в 1939 году («Вздорная женщина»). Поставил первый венгерский цветной фильм («Женщина оглядывается»). Много ставил за рубежом.
Был женат на актрисе Марии фон Ташнади с 1937 года.

## Избранная фильмография

### Режиссёр
- 1940 — При закрытых дверях / Zárt tárgyalás
- 1941 — Европа не отвечает / Európa nem válaszol
- 1941 — Говорящий кафтан / A beszélö köntös
- 1942 — Жёлтый ад / Inferno giallo
- 1942 — Женщина оглядывается / Egy asszony visszanéz
- 1948 — Где-то в Европе / Valahol Európában
- 1950 — Женщины без имени / Donne senza nome (Италия)
- 1952 — «Е» как «Европа» /  (д/ф, Франция)
- 1954 — Странное желание господина Барда / L'étrange désir de Monsieur Bard
- 1955 — Ингрид, история фотомодели / Ingrid - Die Geschichte eines Fotomodells (ФРГ)
- 1955 — Девушки без границ / Mädchen ohne Grenzen (ФРГ—Франция)
- 1957 — Замок в Тироли / Das Schloß in Tirol
- 1958 — Врач из Сталинграда / Der Arzt von Stalingrad
- 1958 — Девушки в униформе / Mädchen in Uniform (ФРГ—Франция)
- 1959 — Двенадцать часов / Douze heures d'horloge
- 1959 — Ангел на земле / Ein Engel auf Erden
- 1960 —  Я клянусь / Ich schwöre und gelobe
- 1961 —  Это называется жизнь / Und sowas nennt sich Leben
- 1961 — Колесо / Das Riesenrad (ФРГ)
- 1961 — Не всегда должна быть икра / Es muß nicht immer Kaviar sein (в советском прокате «Агент поневоле», 1-я серия)
- 1961 — На этот раз должна быть икра / Diesmal muß es Kaviar sein (в советском прокате «Агент поневоле», 2-я серия)
- 1965 — Хижина дяди Тома / Onkel Toms Hütte (Италия—Франция—Австрия—Югославия—ФРГ)
- 1966 — Конгресс развлекается / Der Kongreß amüsiert sich (Австрия—ФРГ—Франция)
- 1980 — Большой цирк / Circus Maximus (в советском прокате «Секрет бродячего цирка»)

### Сценарист
- 1940 — Трансильванский замок / Erdélyi kastély
- 1940 — Сараево / Sarajevo
- 1940 — При закрытых дверях / Zárt tárgyalás
- 1941 — Европа не отвечает / Európa nem válaszol
- 1942 — Женщина оглядывается / Egy asszony visszanéz
- 1944 — Мадах: Трагедия человека / Madách: Egy ember tragédiája
- 1948 — Где-то в Европе / Valahol Európában
- 1950 — Женщины без имени / Donne senza nome (Италия)
- 1954 — Странное желание господина Барда / L'étrange désir de Monsieur Bard
- 1955 — Ингрид, история фотомодели / Ingrid - Die Geschichte eines Fotomodells (ФРГ)
- 1955 —  Свалившийся с неба / Vom Himmel gefallen
- 1955 — Девушки без границ / Mädchen ohne Grenzen (ФРГ—Франция)
- 1957 — Замок в Тироли / Das Schloß in Tirol
- 1959 — Ангел на земле / Ein Engel auf Erden
- 1965 — Хижина дяди Тома / Onkel Toms Hütte (Италия—Франция—Австрия—Югославия—ФРГ)
- 1966 — Конгресс развлекается / Der Kongreß amüsiert sich (Австрия—ФРГ—Франция)
- 1970 — Человек-оркестр / L'homme orchestre (Франция)
- 1975 —  Парапсихо – спектр страха / Parapsycho - Spektrum der Angst
- 1979 — Прямой репортаж о смерти / La Mort en direct (Франция)
- 1980 — Лулу / Lulu
- 1980 — Большой цирк / Circus Vaximus (в советском прокате «Секрет бродячего цирка»)

### Продюсер
- 1950 — Женщины без имени / Donne senza nome (Италия)

### Монтажёр
- 1948 — Где-то в Европе / Valahol Európában

## Награды

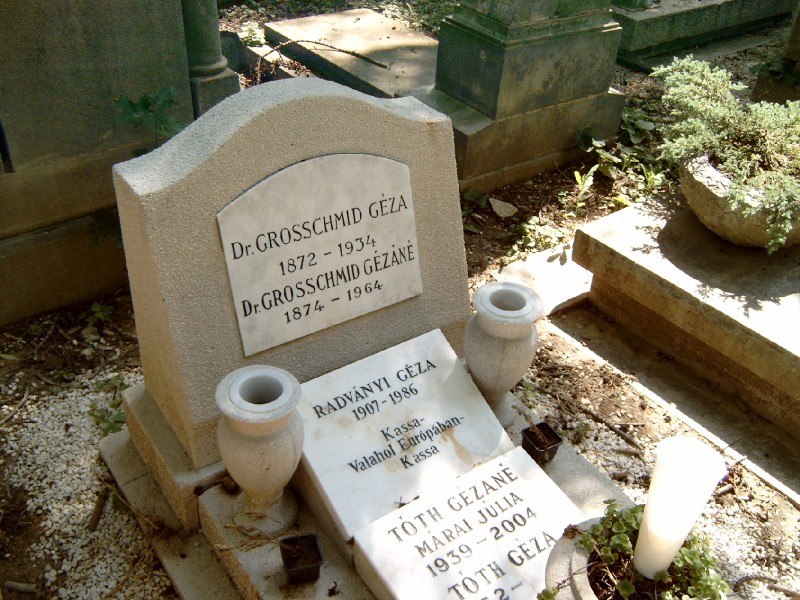
Могила Гезы фон Радваньи на кладбище в Будапеште

- 1948 — приз кинофестиваля в Локарно («Где-то в Европе»)
- 1948 — Премия имени Кошута
- 1958 — номинация на приз Золотой медведь 8-го Берлинского международного кинофестиваля («Девушки в униформе»)
- 1961 — приз Второго Московского международного кинофестиваля («Колесо»)